# Anfang 80
Pour plus de détails, voir Fiche technique et Distribution.
Anfang 80 (Début 80 en français) est un film autrichien réalisé par Gerhard Ertl (de) et Sabine Hiebler (de), sorti en 2011.

## Synopsis
Bruno et Rosa sont octogénaires. Ils ont peu de perspectives d'avenir, Maria est atteinte d'un cancer. Quand les deux se rencontrent, ils tombent amoureux passionnément et tiennent une relation malgré les difficultés. Lorsque la famille de Bruno le découvre, sa femme Herta et son fils Werner le poussent à mettre fin à cette relation. De même pour Rosa, sa nièce et la maison de retraite s'y opposent hostilement. Seul Karl, l'ami d'enfance de Bruno, soutient le nouveau couple.
Quand Bruno est obligé de faire un choix, il quitte sa femme, s'en va de chez lui et vient vivre chez sa fille. Peu après, Rosa s'évanouit et est amenée à l'hôpital. Quand elle revient en maison de retraite, Bruno et Rosa fuient spontanément de l'institution. Ils trouvent refuge chez Karl et font des plans sur leur avenir ensemble dans un nouvel appartement.
Mais Werner demande une tutelle sur Bruno. Rose est portée disparue, son compte est bloqué. Les autorités la ramènent dans sa maison de retraite, Bruno montre une résistance désespérée. Il est arrêté et passe devant le médecin d'un hôpital psychiatrique à qui il raconte leur histoire. Le psychiatre se montre compréhensif et ne déclare pas d'incapacité. Bruno peut donc de nouveau décider librement et disposer de ses finances. Il sort Rosa de sa maison de retraite. Ils profitent de leur liberté. Bruno se consacre totalement à sa bien-aimée, mais s'isole de plus en plus du monde extérieur. Le couple est vité débordé à cause de leurs soins et de leur difficulté à ne pas pouvoir faire le ménage, par orgueil et par peur d'aller en maison de retraite, ils ne demandant pas d'aide. Comme Rosa veut mourir chez elle et dans la dignité, elle demande à mettre fin à ses jours. Même s'il est d'abord contre, Bruno accepte d'aider Rosa. Calmement, il l'accompagne pour son dernier voyage.

## Fiche technique

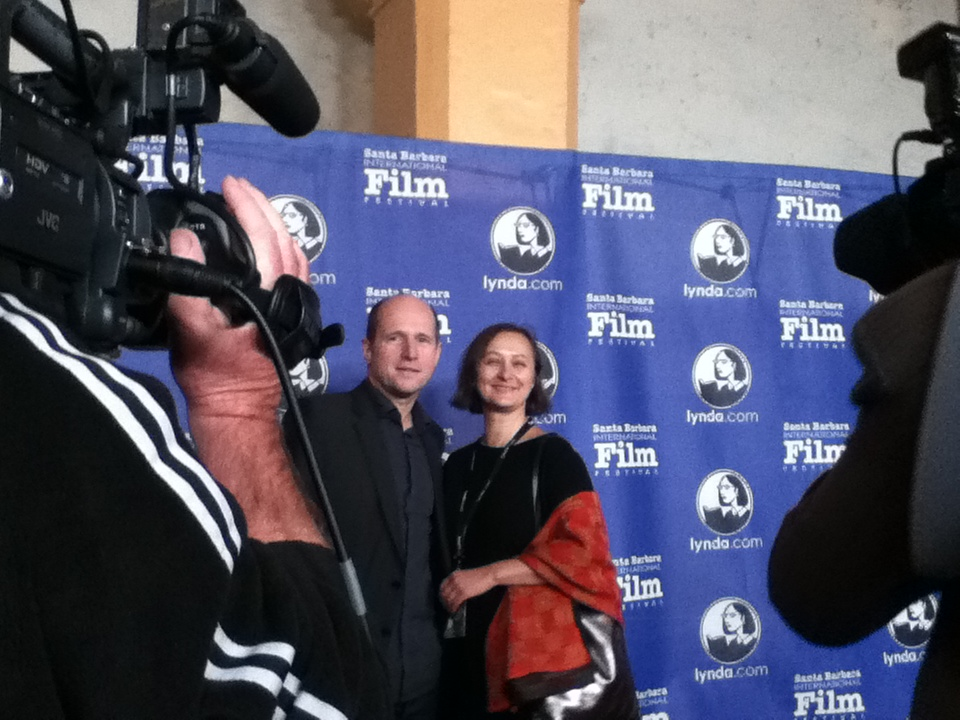
Les réalisateurs Gerhard Ertl et Sabine Hiebler au Festival international du film de Santa Barbara 2013.

- Titre : Anfang 80
- Réalisation : Gerhard Ertl (de) et Sabine Hiebler (de) assistés de Tobias Dörr
- Scénario : Gerhard Ertl, Sabine Hiebler
- Musique : Wolfgang Schloegl, Milos Todorovski
- Direction artistique : Conrad Reinhardt
- Costumes : Dietlind Rott
- Photographie : Wolfgang Thaler
- Son : Klaus Kellermann
- Montage : Karin Hammer
- Production : Nikolaus Geyrhalter, Markus Glaser, Wolfgang Widerhofer
- Sociétés de production : Nikolaus Geyrhalter Filmproduktion
- Société de distribution : Stadtkino Verleih
- Pays d'origine :  Autriche
- Langue : allemand
- Format : Couleurs - 1,85:1 - Dolby SR - 35 mm
- Genre : Comédie dramatique
- Durée : 90 minutes
- Dates de diffusion :
  -  Autriche : 30 décembre 2011
  -  Allemagne : 27 mars 2013

## Distribution
- Christine Ostermayer (de) : Rosa
- Karl Merkatz : Bruno
- Erni Mangold : Herta
- Branko Samarovski (de) : Karl
- Susi Stach : Waltraud
- Joseph Lorenz (de) : Werner
- Claudia Martini : Evelyne
- Tanja Petrovsky : la directrice de la maison de retraite
- Inge Maux : Frau Binders Schwester

## Distinctions
- Festival des films du monde de Montréal 2012[1] :
  - Sélection pour le Grand prix des Amériques.
  - Prix du meilleur acteur pour Karl Merkatz.
  - Prix du public.
- Festival international du film de Hof 2012 : Prix Millbrook du scénario.
- Festival international du film de Santa Barbara 2013 : Meilleur long métrage international.
- Festival du film de Zurich 2012 : Mention spéciale pour un film germanophone.
- Prix du film autrichien 2013 (de) :
  - Meilleur acteur : Karl Merkatz
  - Nomination pour Christine Ostermayer (de) (meilleure actrice)